# Porogadus longiceps
Porogadus longiceps är en fiskart som beskrevs av Garman, 1899. Porogadus longiceps ingår i släktet Porogadus och familjen Ophidiidae. Inga underarter finns listade i Catalogue of Life.